# 赵郡李氏

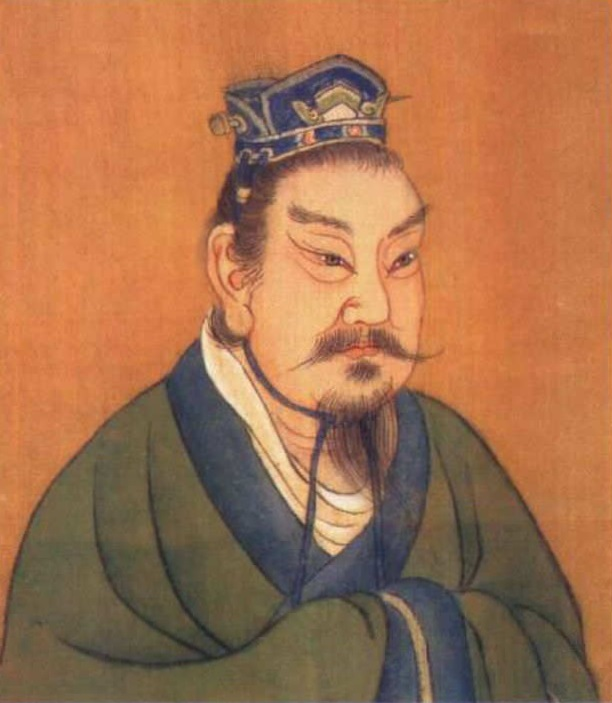
李牧像，清人所绘。

赵郡李氏，也称赵国李氏，是中国歷史的中古时代一个以赵郡（含今河北赵县、隆尧县、元氏县、高邑县、赞皇县、临城县等地）为郡望的著名李氏士族。赵郡李氏以战国名将李牧为始祖。
赵郡李氏在南北朝官位显赫，在唐朝被列为七姓十家的禁婚家，有多人出任宰相。

## 简介
魏晋南北朝时期赵郡李氏与陇西李氏、清河崔氏、博陵崔氏、范阳卢氏、荥阳郑氏、太原王氏并称五姓，支派繁多，文化鼎盛，官位显赫。到了唐高宗时颁布法令禁止这五姓七家自行婚娶。
赵郡李氏东南西三房始祖李楷，生有五子：李辑、李晃、李棨、李劲、李睿，定居在常山，兄弟分居：老五李睿的儿子李勖兄弟，居住在巷东；老四李劲的儿子李盛兄弟及老三李棨一家，居住在巷西；老大李辑与老二李晃两房子孙，则南徙故垒。因而，以此三个方位，李睿又被奉为赵郡李氏的东祖；李棨与李劲被奉为西祖；李辑与李晃则被奉为南祖。

## 郡望
赵郡治所位于今河北赵县。赵郡，其初建置于后魏，此后各朝有沿置，其治在今河北之赵县。

## 房支
- 南祖
- 東祖
- 西祖

## 争议
李唐自称出自陇西李氏，以西凉李暠的嫡裔自居，但陈寅恪《唐代政治史述论稿》以及《李唐氏族推测》等三文，认为李唐冒称陇西，实为赵郡李氏破落户。今河北隆尧唐祖陵亦为佐证。
朱希祖认为李熙曾镇戍武川，后来其子李天锡为避六镇兵乱，携父遺骨南迁于赵郡广阿，因以为家，不久亦卒。其子李虎将父祖合葬，即所谓唐祖陵。李氏并非出身赵郡李氏，而确系为隴西李氏。
汪荣祖《陈寅恪评传》认为朱希祖对陈寅恪观点的批判大多在枝节上做文章，没有举出对立的新资料，而陈寅恪晚年也不满意李唐先世三论的研究，出于汰芜存精，将之删除屏弃。

## 家传和谱牒
- 《赵郡东祖李氏家谱》，二卷[7]
- 《李氏房从谱》，一卷[8]

## 唐朝宰相
- 李嶠
- 李懷遠
- 李游道
- 李珏
- 李藩
- 李固言
- 李紳
- 李吉甫
- 李德裕
- 李絳